# 亚历山大·波克雷什金
亚历山大·伊万诺维奇·波克雷什金（俄语：Александр Иванович Покрышкин；1913年3月19日—1985年11月13日）是苏联军事人物，王牌飞行员，苏联空军元帅（1972年）。三次荣获蘇聯英雄称号。

## 生平
1913年2月21日出生于新西伯利亚的一个普通工人家庭。中学毕业后当过钳工，1932年加入苏联红军，开始在彼尔姆的航空技术学校学习，后来到了列宁格勒，1939年毕业于卡钦飞行指挥学校。
1943年5月24日，他累计击落19架敌机，被授予蘇聯英雄称号并获得列宁勋章和金星奖章。同年8月24日，他已经击落30架敌机，第二次获得英雄称号。1944年7月，他击下第59架敌机，于8月19日第三次获得金星奖章。
他主要使用的机种为P-39“飞蛇”。在战争生涯中共进行了650次出击。156次空战中，官方认可的战果为46个个人战绩和6个集体战绩。不过他本人始终宣称自己战绩总數为72架次，包括那些击落卻没能得到确认的战果。
1985年11月3日去世，享年72岁，安葬于新聖女公墓。

## 评价
- 罗斯福：“当今战争中最优秀的战斗机飞行员是俄国的波克雷什金”[5]
- 阔日杜布：“我从来没采用过别的什么空战战术，我一直都是按着您教过的方法进行空战。我向您学习过作战，学习过生活，学习过作人”[5]
- 普京：“真正能让对手都会尊重的伟大飞行员”[6]

## 回忆录
- 波克雷什金. . 由朱启文翻译. 航空工业出版社. 1989年12月. ISBN 7800462420.